# 이상철 (1960년)
이상철(李相喆, 1960년 8월 12일 ~ )은 대한민국의 정치인이다. 제11대 전라남도의원을 지냈으며 제47대 곡성군수이다.

## 경력
- 곡성군청년회 초대 회장
- 새천년민주당 전라남도당 곡성군 연락소장
- 새천년민주당 전라남도당 곡성군 사무국장
- 국회의원 비서관
- 민주당 전라남도당 곡성군 운영위원
- 곡성군 생활체육협의회 회장
- 선경펌프카 대표
- 2006.07 ~ 2010.06 제5대 전라남도 곡성군의회 의원
- 2006.07 ~ 2008.07 제5대 전라남도 곡성군의회 전반기 예산결산특별위원회 위원
- 2008.07 ~ 2010.06 제5대 전라남도 곡성군의회 후반기 예산결산특별위원회 위원
- 2010.07 ~ 2014.06 제6대 전라남도 곡성군의회 의원
- 2010.07 ~ 2012.07 제6대 전라남도 곡성군의회 전반기 예산결산특별위원회 위원
- 2012.07 ~ 2014.06 제6대 전라남도 곡성군의회 후반기 예산결산특별위원회 위원
- 2018.07 ~ 2022.03 제11대 전라남도의회 의원
- 2018.07 ~ 2018.09 제11대 전라남도의회 전반기 농림해양수산위원회 부위원장
- 2018.10 ~ 2020.07 제11대 전라남도의회 전반기 농수산위원회 부위원장
- 2018.07 ~ 2020.07 제11대 전라남도의회 전반기 예산결산특별위원회 위원
- 2020.07 ~ 2022.03 제11대 전라남도의회 후반기 안전건설소방위원회 위원
- 2020.07 ~ 2022.03 제11대 전라남도의회 후반기 예산결산특별위원회 위원
- 2020.10 ~ 2020.10 제11대 전라남도의회 섬진강·영산강수계호우피해(농·어업)실태파악특별위원회 위원
- 2022.07 ~ 2024.05 제47대 전라남도 곡성군수

## 범죄전력
- 자동차손해배상보장법위반: 벌금 1,000,000원 - 1997년 12월 17일 선고[1]

### 선거운동 대가로 향응 제공
제8회 지방선거에서 곡성군수로 당선된 이상철은 선거일 이후 2022년 6월 8일 곡성군 한 식당에서 당선 축하 명목 자리를 열고, 선거사무장과 선거운동원 등 선거캠프 관계자 21명과 공모하여 선거운동 대가로 선거사무관계자 및 자원봉사자 등 66명에게 합계 5,174,720원 상당의 식사를 제공하였다(공직선거법위반).
광주지방검찰청은 이상철을 공직선거법위반 죄로 불구속 기소하였다. 2023년 7월 7일 광주지방법원 형사12부에서 열린 1심에서 벌금 90만 원을 선고받았다. 2024년 1월 18일 광주고등법원에서 열린 2심에서 벌금 200만 원을 선고받았다. 2024년 5월 30일 대법원에서 상고를 기각하여 당선무효형이 확정되었다.

## 학력
- 조선대학교 토목공학과 중퇴

## 역대 선거 결과
|  | 40.23% |

|  | 17.90% |

|  | 34.91% |

|  | 66.41% |

|  | 53.59% |